# Grupo Aeroportuario de la Ciudad de México
Grupo Aeroportuario de la Ciudad de México (GACM), formalmente Grupo Aeroportuario de la Ciudad de México, S.A. de C.V. es una empresa de participación estatal mayoritaria del gobierno de México creada en mayo de 1998. Está bajo el control de la Secretaría de Marina y administra diversos aeropuertos civiles de México. Entre sus propiedades está el Aeropuerto Internacional de la Ciudad de México, el más importante del país.

## Aeropuertos operados por GACM
| Aeropuertos operados por ASA. MEX CME CEN CLQ GYM LTO MAM |                                                    |                   |                     |      |      |
|                                                           | Aeropuerto                                         | Ciudad            | Estado              | OACI | IATA |
| 1                                                         | Aeropuerto Internacional de la Ciudad de México    | Ciudad de México  | Ciudad de México    | MMMX | MEX  |
| 2                                                         | Aeropuerto Internacional de Ciudad del Carmen      | Ciudad del Carmen | Campeche            | MMCE | CME  |
| 2                                                         | Aeropuerto Internacional de Ciudad Obregón         | Ciudad Obregón    | Sonora              | MMCN | CEN  |
| 4                                                         | Aeropuerto Nacional Licenciado Miguel de la Madrid | Colima            | Colima              | MMIA | CLQ  |
| 5                                                         | Aeropuerto Internacional General José María Yáñez  | Guaymas           | Sonora              | MMGM | GYM  |
| 6                                                         | Aeropuerto Internacional de Loreto                 | Loreto            | Baja California Sur | MMLT | LTO  |
| 7                                                         | Aeropuerto Internacional General Servando Canales  | Matamoros         | Tamaulipas          | MMMA | MAM  |

## Estadísticas

### Tráfico anual
Número de pasajeros en cada aeropuerto al año 2024:
| Número | Aeropuerto                                         | Ciudad            | Estado              | Pasajeros  | % (23/24) |
| ------ | -------------------------------------------------- | ----------------- | ------------------- | ---------- | --------- |
| 1      | Aeropuerto Internacional de la Ciudad de México    | Ciudad de México  | Ciudad de México    | 45,359,485 | 6.31%     |
| 2      | Aeropuerto Internacional de Ciudad Obregón         | Ciudad Obregón    | Sonora              | 438,717    | 2.82%     |
| 3      | Aeropuerto Internacional de Ciudad del Carmen      | Ciudad del Carmen | Campeche            | 318,782    | 6.98%     |
| 4      | Aeropuerto Nacional Licenciado Miguel de la Madrid | Colima            | Colima              | 212,435    | 5.56%     |
| 5      | Aeropuerto Internacional de Loreto                 | Loreto            | Baja California Sur | 173,927    | 2.77%     |
| 6      | Aeropuerto Internacional General Servando Canales  | Matamoros         | Tamaulipas          | 64,017     | 5.71%     |
| 7      | Aeropuerto Internacional General José María Yáñez  | Guaymas           | Sonora              | 29         | 99.48%    |
| Total  |                                                    |                   |                     | 46,567,392 |           |